# هوستون جنوبی (تگزاس)
هوستون جنوبی، تگزاس (به انگلیسی: South Houston, Texas) یک شهر در ایالات متحده آمریکا با جمعیت ۱۶٬۹۸۳ نفر است که در تگزاس واقع شده‌است.

## نگارخانه

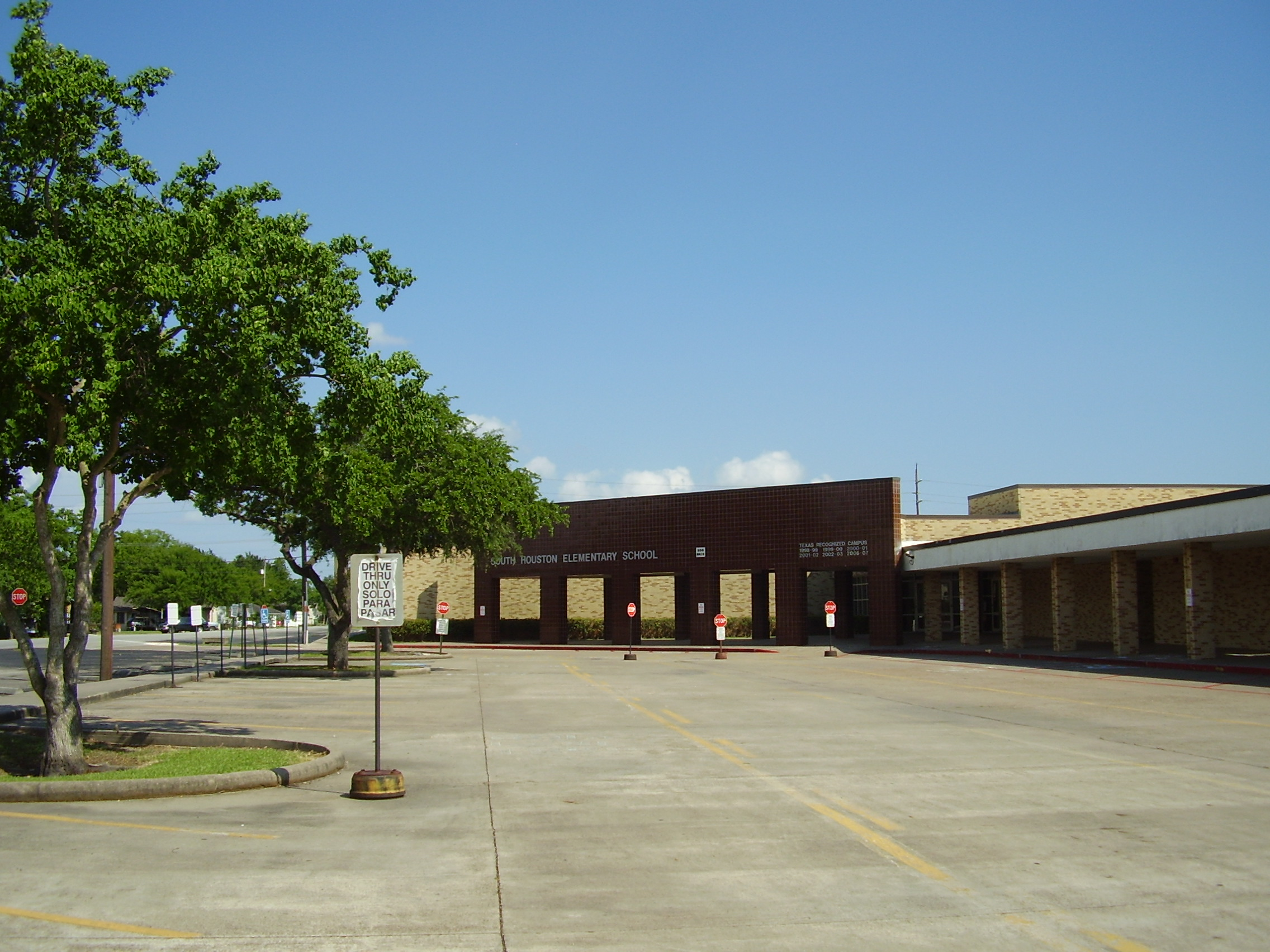
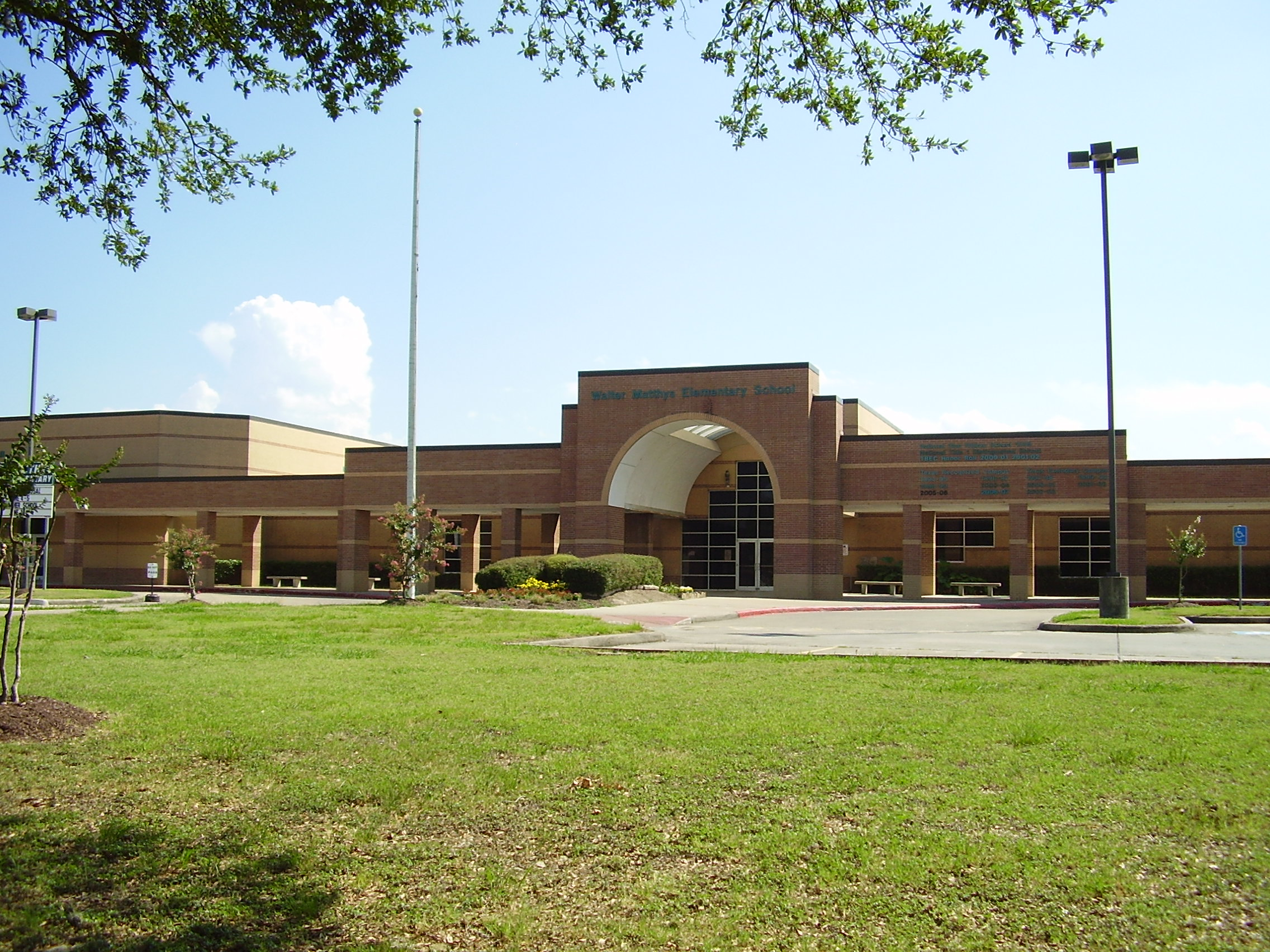
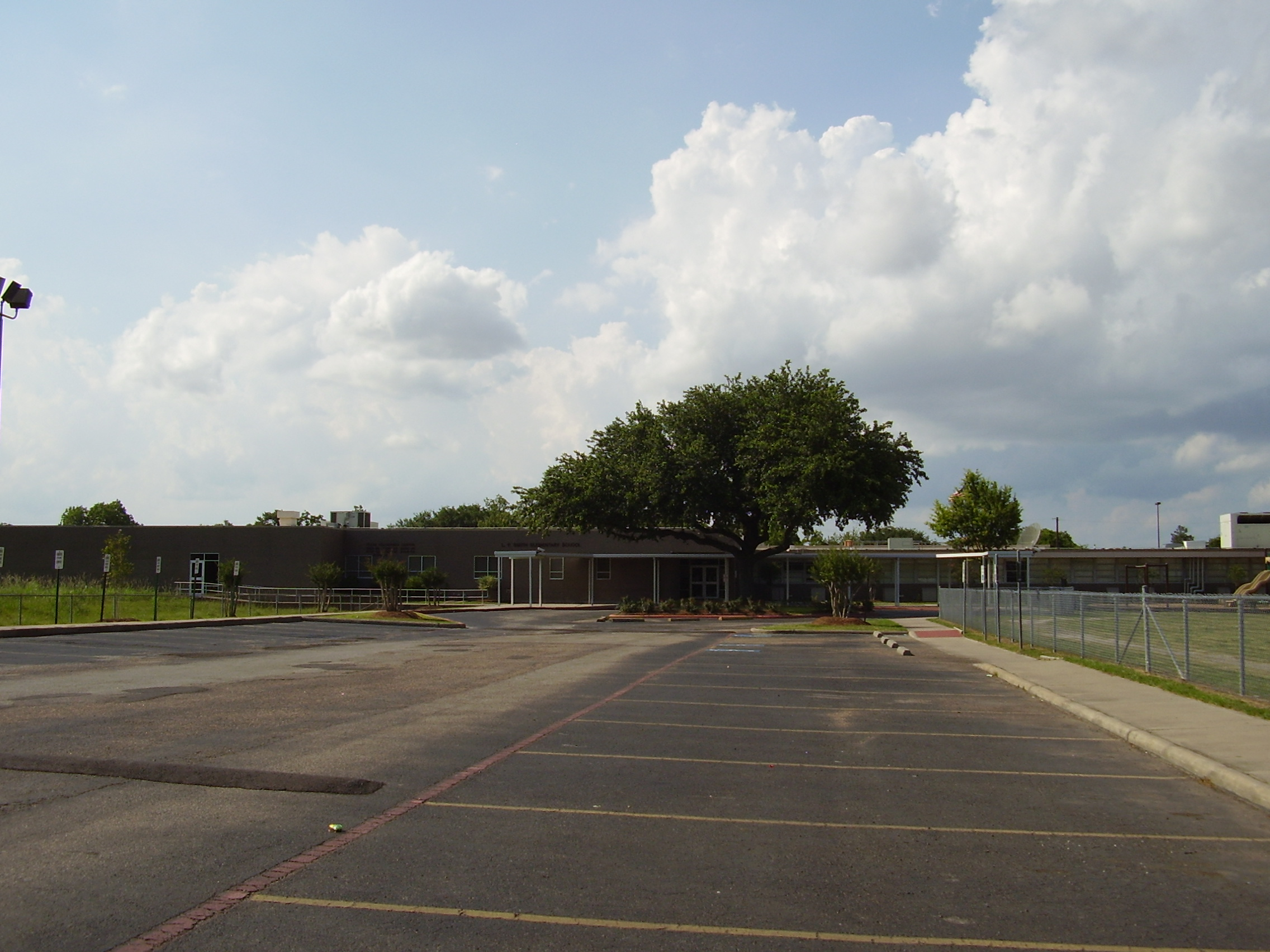
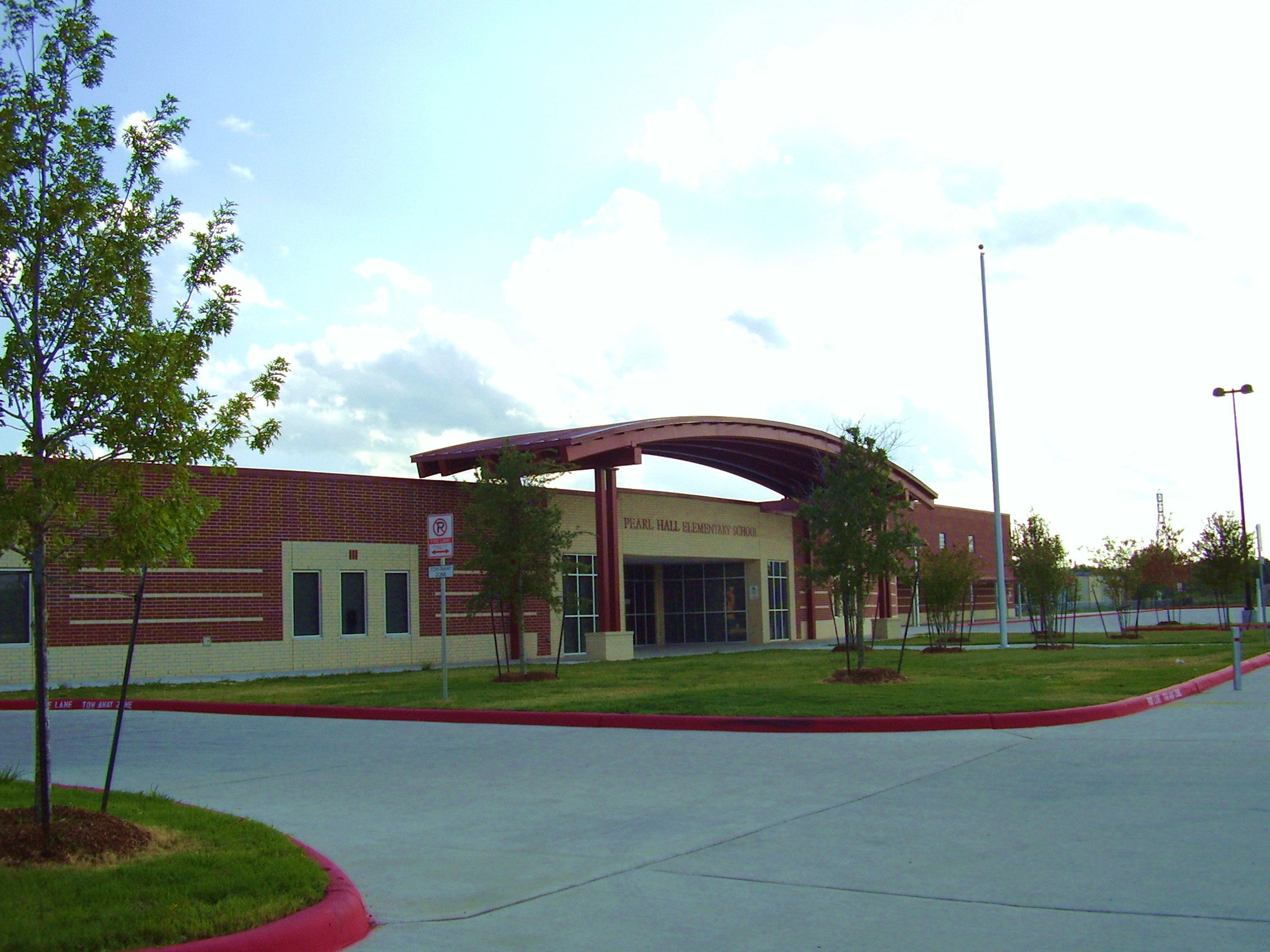
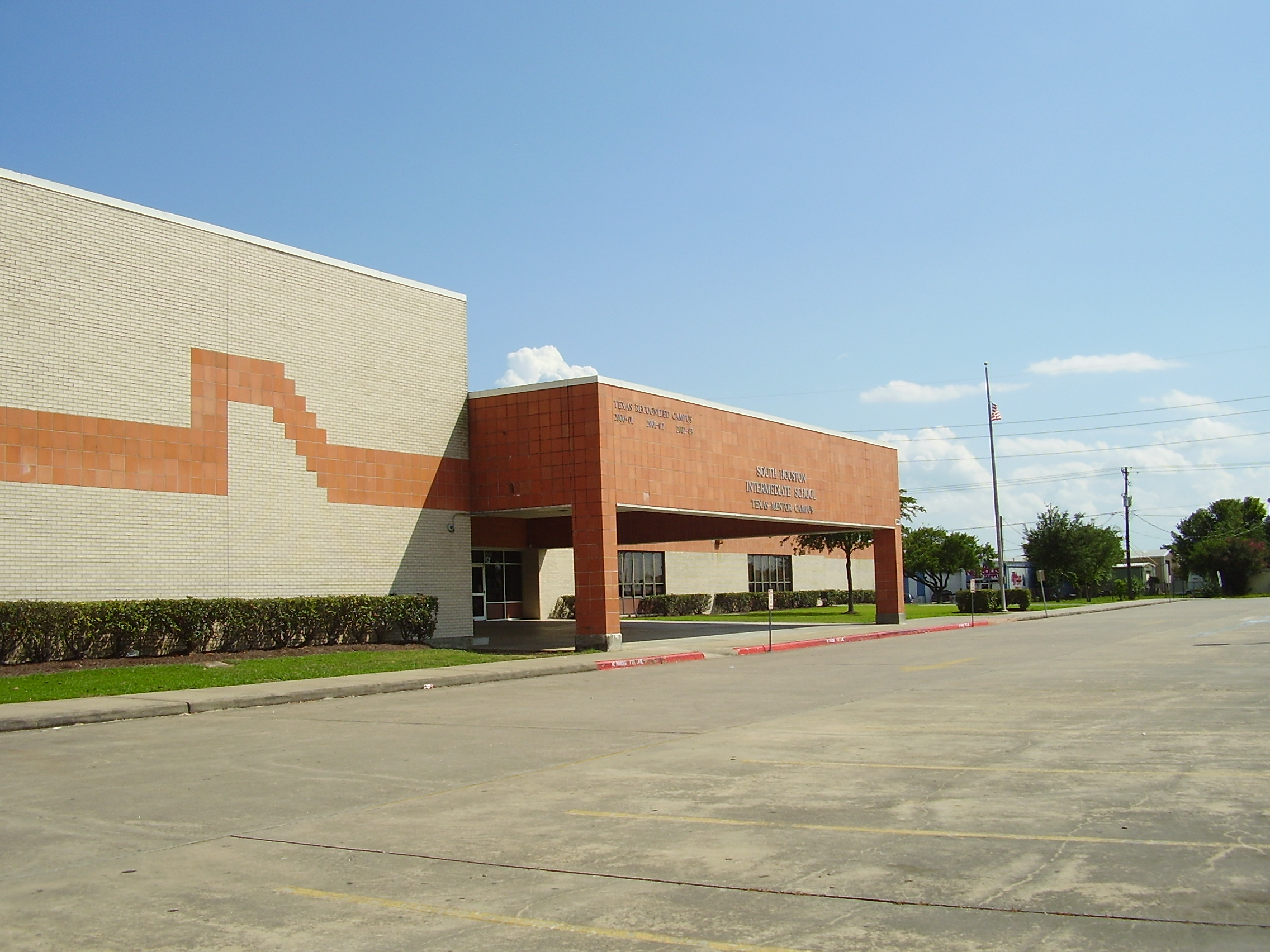